# Kingdom (THE RODEO CARBURETTORのアルバム)
『Kingdom』（キングダム）はTHE RODEO CARBURETTORの2枚目のアルバム。

## 内容
鍛冶毅は本作の制作過程について「前回のツアーが終わってすぐにレコーディングが始まって、録りながら曲、詞、アレンジを考えていた。2か月弱ぐらいに詰め込んで」と、アルバムタイトルについては「まだまだ小さい国かもしれないけど、入って来てもらえるスペースをいっぱい確保してあるので、どんどん入って来いよ的な。気づいたら大きな王国になったらいいねというニュアンスで」とコメントしている。

## 批評
CDジャーナルは「中盤で飛び出す60'sテイストあふれる「Tonight」のメロウネスにヤラれた。爆音の向こうからもれ伝わってくる歌声にも色気を感じる」と評した。

## 収録曲
1. KICK UP A SHINDY
プロモーションビデオが制作されている[4][5]。
2. FULL OF PRIDE
3. MOTORCYCLE
4. Precious
5. Live
6. Tonight
7. VIBES
8. DEAD BANG
9. WRITE
10. CANDY SUNDAY
11. BLISS OUT
12. I CAN DIG IT

全曲　作詞・作曲：鍛冶毅　編曲：THE RODEO CARBURETTOR